# Villa Sternheim

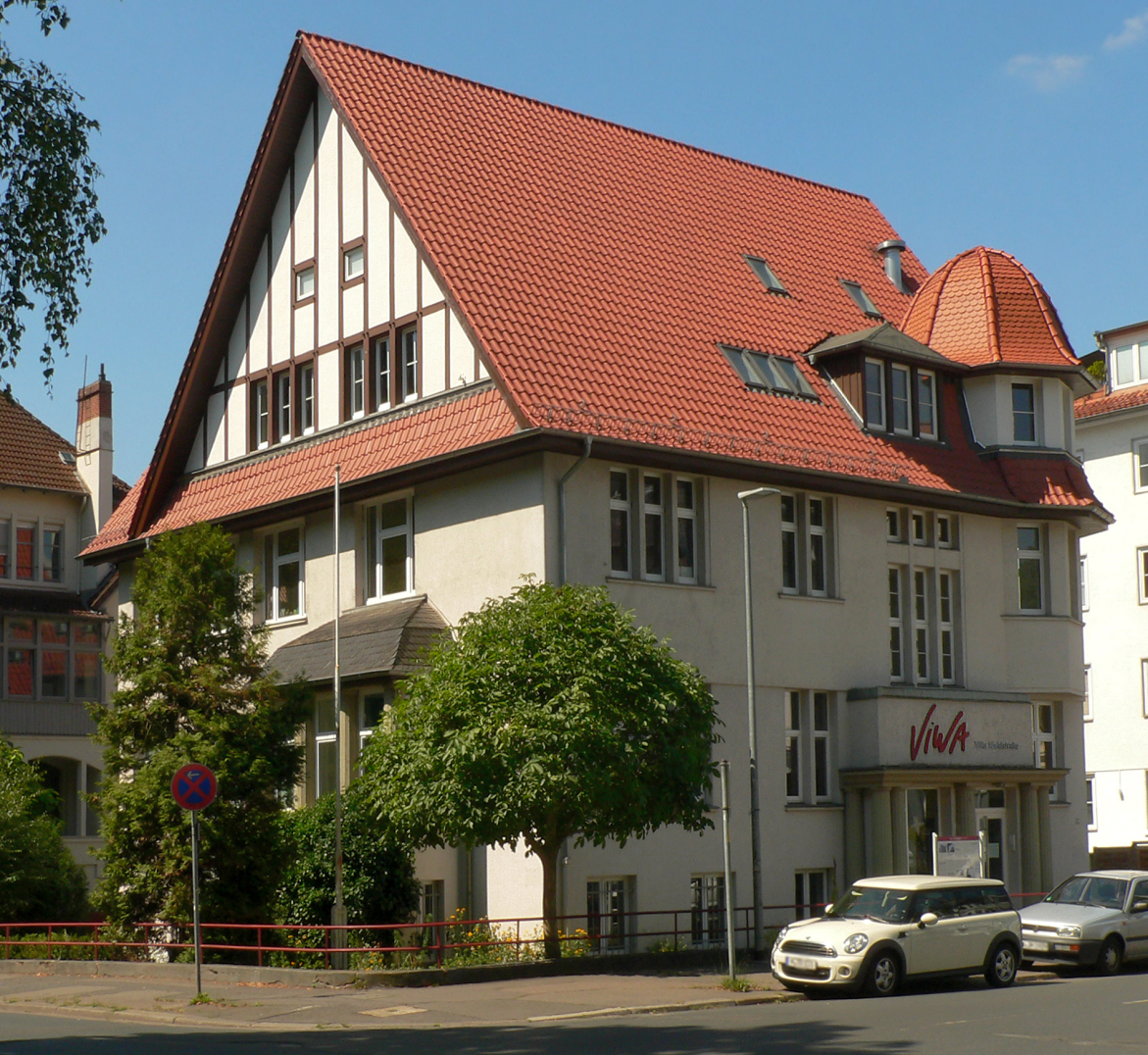
Villa Sternheim

Die Villa Sternheim ist eine Villa im Stadtteil List in Hannover, die 1911 vom jüdischen Arzt Ludwig Sternheim nach Plänen des Architekten Wilhelm Mackensen erbaut wurde.

## Geschichte
Der 1872 in Hannover geborene Ludwig Sternheim bezog mit seiner Ehefrau Gertrud (geb. 1880) und den Kindern Käthe Emilie (geb. 1902) und Karl Ludwig (geb. 1903) im Jahre 1912 das Haus, in dem er eine Facharztpraxis für Blut- und Stoffwechselkrankheiten führte. Im Ersten Weltkrieg war Ludwig Sternheim ab 1914 als Arzt in Belgien eingesetzt. Nach der Machtergreifung durch die Nationalsozialisten im Januar 1933 emigriert die Familie im April 1933 in die Niederlande nach Haarlem, wo die Tochter Käthe Emilie lebte. 1935 wurde die Adresse des Hauses von Walderseestraße zu Waldstraße umgewandelt. Die Stadt Hannover erklärte sich zum Besitzer der Villa und überließ sie der Hitlerjugend. 1938 stellte die Stadt der Partei NSDAP die Villa zur Einrichtung eines Museums mietfrei zur Verfügung. Die NSDAP richtete darin das „Partei-Museum Niedersachsen“ ein, das eine institutionelle Erweiterung des ehrenamtlich vom Gauleiter Hartmann Lauterbacher geleiteten Archivs des Gaus Südhannover-Braunschweig war. Der stellvertretende Gauleiter Kurt Schmalz eröffnete das Museum am 22. April 1939 und widmete es Adolf Hitler aus Anlass seines 50. Geburtstags zwei Tage zuvor. Das Museum stellte vor allem Schaustücke aus der „Kampfzeit“ der NSDAP aus, um die Partei propagandistisch aufzuwerten. Auch waren pazifistische und kommunistische Schriften sowie Bücher jüdischer Schriftsteller ausgestellt. Während des Zweiten Weltkriegs wurde das Museum 1943 aufgrund der Luftangriffe auf Hannover geschlossen. Die Museums- und Archivbestände wurden nach Lauenstein am Ith ausgelagert.

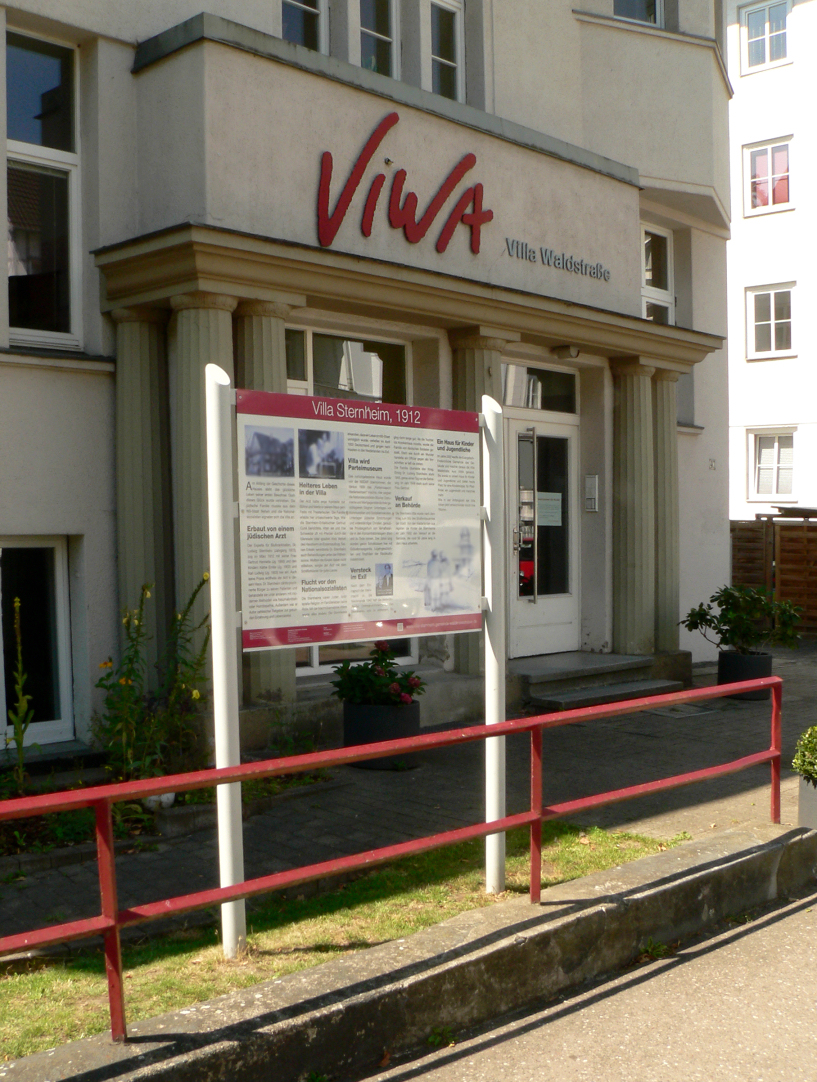
Informationstafel vor dem Gebäude

Nach dem Zweiten Weltkrieg bezog das Straßenbauamt der Stadt Hannover die bei Luftangriffen beschädigte Villa. 1949 forderte ein Verwalter jüdischen Vermögens von der Stadt Mietzahlungen ein, um sie den in den Niederlanden lebenden Hausbesitzern zukommen zu lassen. 1950, als Ludwig Sternheim und seine Ehefrau bereits verstorben waren, meldeten die Kinder des Ehepaars Ansprüche auf die Villa an. 1952 kaufte die Stadt das Gebäude zu einem günstigen Preis. 2002 erwarb die Evangelisch-Freikirchliche Gemeinde Hannover-Walderseestraße  die Villa und richtete darin ein Kinder- und Jugendhaus unter der Bezeichnung ViWA (Villa Waldstraße) ein. 2013 wurde vor der Villa eine Informationstafel zur Geschichte des Gebäudes und der Familie Sternheim eingeweiht. Die Enthüllung nahm eine 1923 geborene und in den Niederlanden lebende Enkelin des Hauserbauers vor, die das Haus aus ihrer Kindheit kannte.